# Rudraprayag
Rudraprayag (hindi रुद्रप्रयाग) – miasto w północnych Indiach w stanie Uttarakhand, na pogórzu Himalajów Wysokich.
Populacja miasta w 2001 roku wynosiła 2242 mieszkańców.
W latach 1918–1925 w okolicach Rudraprayag grasowała pantera-ludojad. W tym czasie zabiła około 125 osób.